# Agudos do Sul
Agudos do Sul – miasto i gmina w Brazylii, w stanie Parana. Znajduje się w mezoregionie Metropolitana de Curitiba i mikroregionie Rio Negro.